# Mercedes-AMG F1 W15 E Performance
Der Mercedes-AMG F1 W15 E Performance ist der Formel-1-Rennwagen von Mercedes für die Formel-1-Weltmeisterschaft 2024. Er ist der 16. Formel-1-Rennwagen von Mercedes und wurde am 14. Februar 2024 präsentiert.
Das Auto wurde von den Fahrern George Russell und dem siebenfachen Weltmeister Lewis Hamilton gefahren, der in seiner letzten Saison mit dem Team ist.

## Technik und Entwicklung
Wie alle Formel-1-Fahrzeuge des Jahres 2024 ist der Mercedes-AMG F1 W15 E Performance ein hinterradangetriebener Monoposto mit einem Monocoque aus kohlenstofffaserverstärktem Kunststoff (CFK). Außer dem Monocoque bestehen auch viele weitere Teile des Fahrzeugs, darunter die Karosserieteile und das Lenkrad, aus CFK. Auch die Bremsscheiben sind aus einem mit Kohlenstofffasern verstärkten Verbundwerkstoff.
Der W15 ist das Nachfolgemodell des Mercedes-AMG F1 W14 E Performance.
Angetrieben wird der W15 von einem 1,6-Liter-V6-Motor von Mercedes in der Fahrzeugmitte mit Turbolader sowie einem 120 kW starken Elektromotor; es ist also ein Hybridelektrokraftfahrzeug. Die Kraft überträgt ein sequentielles, mit Schaltwippen betätigtes Achtganggetriebe. Das Fahrzeug hat nur zwei Pedale, ein Gaspedal (rechts) und ein Bremspedal (links). Genau wie viele andere Funktionen wird die Kupplung, die nur beim Anfahren aus dem Stand gebraucht wird, über einen Hebel am Lenkrad bedient.
Das Fahrzeug ist 2000 mm breit, 970 mm hoch und mehr als 5000 mm lang. Das Gewicht beträgt einschließlich Fahrer 798 kg. Der Wagen hat 305 mm breite Vorderreifen und 405 mm breite Hinterreifen des Einheitslieferanten Pirelli auf 18-Zoll-Rädern.
Der W15 verfügt, wie alle Formel-1-Fahrzeuge seit 2011, über ein Drag Reduction System (DRS), das durch Flachstellen eines Teils des Heckflügels den Luftwiderstand des Fahrzeugs auf den Geraden verringert, wenn es eingesetzt werden darf. Auch das DRS wird mit einem Schalter am Lenkrad des Wagens aktiviert.
Der W15 ist mit dem Halo-System ausgestattet, das einen zusätzlichen Schutz für den Kopf des Fahrers bietet.

## Hintergrund und Design
Mercedes beendete die Saison 2023 mit dem W14 auf dem zweiten Platz, hinter Red Bull, und vor Ferrari mit 3 Punkten.
Teamchef Toto Wolff erklärte, dass das Team das Konzept für den W15 ändern würde, einschließlich der Gestaltung des Chassis, der Gewichtsverteilung und der Aerodynamik. Wolff fügte hinzu, dass das Ändern fast aller Komponenten dem Team die besten Chancen für den Wettbewerb im Jahr 2024 bieten könnte. Vor der Saisonpause äußerte Hamilton, dass die Stimmung im Team 'positiv' sei, und er überprüfte die Fortschritte des Teams mit dem W15 im Windkanal.
Technik Direktor James Allison bezeichnete das W15-Projekt als 'ehrgeizig' und erklärte, dass das Team über den Winter große Fortschritte gemacht habe. Später stellte Allison klar, dass die späte Einführung der Seitenkästen ab dem Großen Preis von Monaco 2024 nicht das Hauptproblem im Jahr 2023 gewesen sei, und fügte hinzu, dass der W15 deutlich anders aussehen wird als seine Vorgänger. Wolff berichtete, dass der Simulatorfahrer des Teams, Anthony Davidson, den W15 im Simulator getestet und in Melbourne gefahren ist. Davidson äußerte sich positiv über die Ergebnisse und sagte: „Das Auto fühlt sich zum ersten Mal seit zwei Jahren wie ein richtiges Auto an.“
Der W15 wurde am 14. Februar auf dem Silverstone Circuit vorgestellt. Das Auto trug eine überwiegend unverkleidete Karbonfaser- und schwarze Lackierung, jedoch mit einer silbernen Nase und dem türkisfarbenen Akzent des Hauptsponsors Petronas. Der Wagen hatte eine veränderte Seitenkastenform, und das Team wechselte von einer Pullrod- zu einer Pushrod-Aufhängung. Der Fokus lag darauf, das unvorhersehbare Achsenproblem des W14 zu beheben. Die Position des Cockpits wurde weiter nach hinten verlagert, etwas, das Hamilton seit dem W13 im Jahr 2022 immer wieder angesprochen hatte. Hamilton und Russell absolvierten eine kurze 15-km-Demofahrt in Silverstone, bevor das Auto bei einem 200-km-Filmtag in Bahrain International Circuit vor den Vorsaisontests erstmals richtig zum Einsatz kam.

## Saisonverlauf

### Vorsaison
Die Vorsaisontests begannen am 21. Februar, wobei Russell den ganzen Tag fuhr. Russell erklärte: „Der W15 fühlte sich angenehmer zu fahren an im Vergleich zum W14. Wir werden unsere Zeit hier weiterhin maximal nutzen, um Daten zu sammeln und den idealen Punkt zu finden.“
Am zweiten Tag absolvierte Hamilton über 100 Runden und bestätigte die positive Einschätzung seines Teamkollegen zum Auto.
Das Team beendete die Vorsaisontests positiv, da beide Fahrer das Auto als deutlich stabiler und berechenbarer im Vergleich zum Vorgänger empfanden. Der leitende Ingenieur an der Strecke, Andrew Shovlin, zeigte sich ermutigt durch die starken Leistungen während der Vorsaisontests. Shovlin sagte: „Das Team hat viel Arbeit investiert, um die Handling-Probleme des W14 zu beheben. Es ist großartig zu sehen, dass wir diese Probleme hinter uns gelassen haben.“

### Eröffnungsrunden
Die Saison begann beim Großen Preis von Bahrain 2024 mit einer gemischten Qualifikation: Russell qualifizierte sich auf dem dritten Platz, während Hamilton Neunter wurde. Russell beendete das Rennen auf Platz fünf, nachdem er ein Hitzeproblem mit der Antriebseinheit hatte, das ihn zwang, vom Gas zu gehen und zu segeln. Hamilton wurde Siebter, nachdem er ein Problem mit seinem Sitz hatte, der während des Rennens plötzlich riss. Wolff erklärte, dass das Team aufgrund des Motorproblems pro Runde etwa 0,5 Sekunden verlor, was auch das Kundenteam Williams beeinträchtigte.
Beim Großen Preis von Saudi-Arabien 2024 qualifizierten sich Russell und Hamilton auf den Plätzen sieben und acht. Hamilton setzte auf eine riskante Strategie, indem er während einer frühen Safety-Car-Phase nicht an die Box ging, fuhr zeitweise auf Platz drei und verteidigte sich 20 Runden lang gegen Oscar Piastri. Russell beendete das Rennen als Sechster, 40 Sekunden hinter dem Sieger Max Verstappen. Hamilton sagte: „Es macht definitiv keinen Spaß, Neunter zu werden, obwohl ich so hart gepusht habe, wie ich konnte, aber uns fehlte es in den schnellen Abschnitten.“
Beim Großen Preis von Australien 2024 schied Hamilton zum ersten Mal seit 2010 in Q2 aus. Russell qualifizierte sich auf Platz sieben und hielt damit seine Q3-Teilnahme zum dritten Rennwochenende in Folge aufrecht. Hamilton musste aufgrund eines Defekts an der Antriebseinheit früh ausscheiden, während Russell in der vorletzten Runde bei einem Vorfall mit Fernando Alonso ausschied. Das Ergebnis brachte Wolff dazu, zu sagen, dass er sich am liebsten „selbst auf die Nase schlagen“ würde. Das Rennen markierte den ersten doppelten Ausfall des Teams seit dem Großen Preis von Österreich 2018.
Beim Großen Preis von Japan 2024 qualifizierte sich Hamilton auf dem siebten Platz und Russell auf dem neunten, beendeten das Rennen jedoch auf den Plätzen neun und sieben.

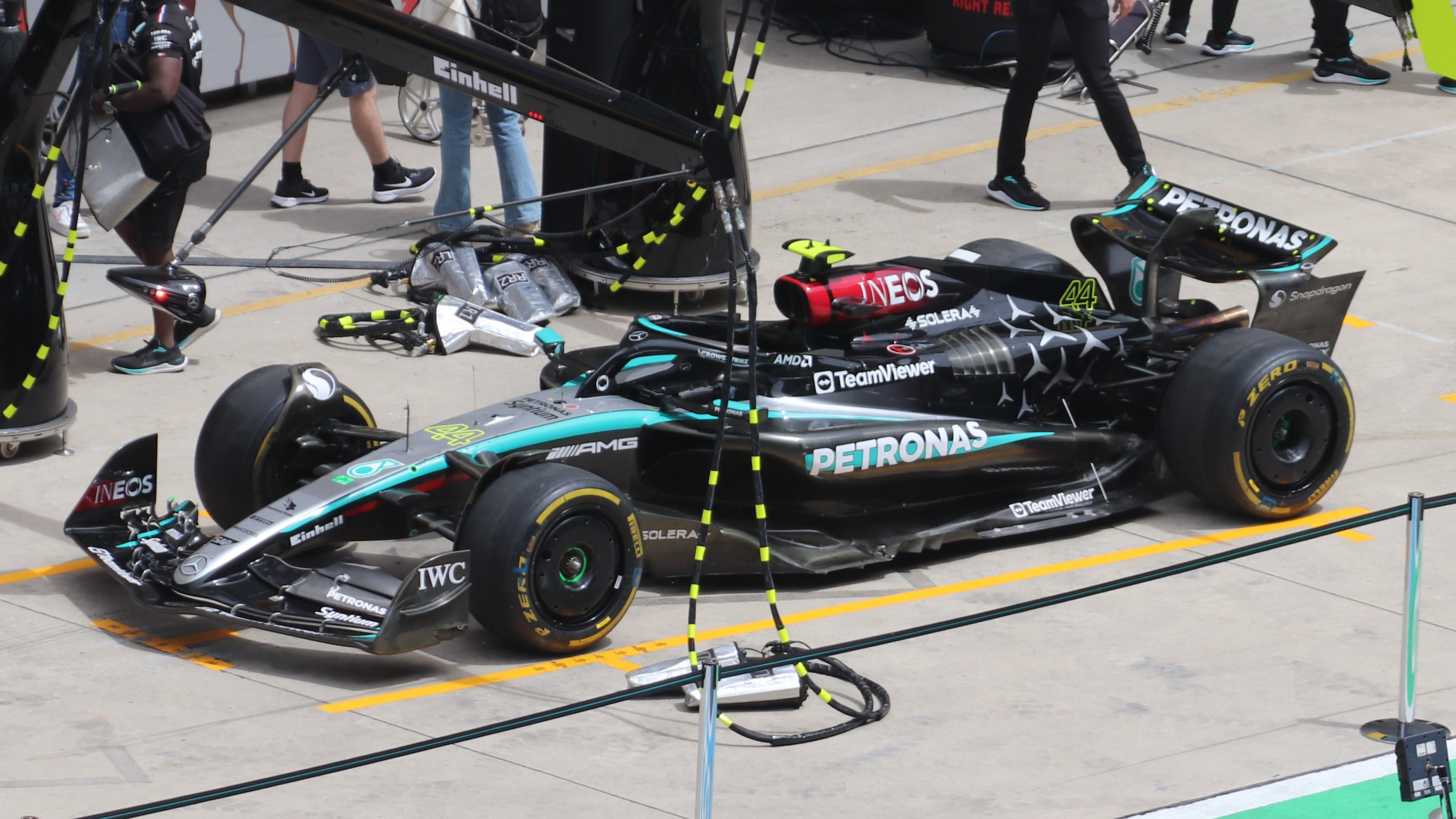
Hamiltons W15 ausgestellt beim Großen Preis von China 2024.

Beim Sprint-Qualifying für den Großen Preis von China 2024 qualifizierte sich Hamilton auf dem zweiten Platz, während Russell den elften Platz belegte. Während des Sprint-Rennens überholte Hamilton den Pole-Sitter Lando Norris in der ersten Kurve und führte ein paar Runden, bevor er von Verstappen überholt wurde. Hamilton beendete den Sprint auf dem zweiten Platz. Russell wurde Achter. Im Qualifying für das Hauptrennen qualifizierte Hamilton auf dem achtzehnten Platz, und Russell auf dem achten. Im Rennen kämpfte Hamilton sich zurück und beendete das Rennen auf dem neunten Platz, während Russell als Sechster ins Ziel kam.
Beim Sprint-Wochenende für den Großen Preis von Miami 2024 schieden Russell und Hamilton in SQ2 aus und starteten das Sprint-Rennen von den Plätzen 11 und 12. Im Sprint erhielt Hamilton von den Stewards eine 20-Sekunden-Zeitstrafe wegen Geschwindigkeitsübertretung in der Boxengasse während einer Safety-Car-Phase, was ihn auf den 16. Platz zurückwarf. Russell beendete den Sprint auf dem 12. Platz. Hamilton beendete das Hauptrennen auf dem sechsten Platz, während Russell als Achter ins Ziel kam.

### Saisonmitte
Mercedes brachte beim Großen Preis der Emilia-Romagna 2024 Upgrades mit, die aus einem überarbeiteten Boden, einer neuen Bremsbelüftung sowie einem neuen Heck- und Beam-Flügel bestanden. Russell qualifizierte sich auf dem sechsten Platz und Hamilton auf dem achten. Hamilton belegte beim Start den siebten Platz, aber keiner der Fahrer konnte sich weiter verbessern. Russell kam spät für einen neuen Satz Medium-Reifen an die Box, was effektiv zu einem Positionswechsel mit Hamilton führte, wobei Russell als Letzter ins Ziel kam, aber die schnellste Runde fuhr.
Beim Großen Preis von Monaco 2024 qualifizierte sich Russell besser als Hamilton, wobei Russell von Platz fünf und Hamilton von Platz sieben startete. Während des Rennens konnte sich keiner der Fahrer auf ihren Startpositionen verbessern. Wolff erklärte, dass es bei der Übermittlung einer Nachricht an Hamilton, um Verstappen zu überholen, zu einem Missverständnis kam. Hamilton fuhr die schnellste Runde.
Beim Großen Preis von Kanada 2024 qualifizierte sich Russell auf Pole-Position und erzielte mit Verstappen eine identische Zeit von 1:12:00. Hamilton qualifizierte sich auf dem siebten Platz. Das Rennen begann bei nassen Bedingungen und Russell führte sich in den frühen Phasen gegen Verstappen, machte jedoch Fehler, die es sowohl Verstappen als auch Norris ermöglichten, aufzuholen. Am Ende belegte Hamilton den dritten Platz und war auf Kurs für einen Podiumsplatz, bevor Russell ihn überholte. Russells dritter Platz war das erste Podium des Teams in dieser Saison. Hamilton beendete das Rennen als Vierter und fuhr die schnellste Runde. Später kritisierte Hamilton sein Rennen als eines der schlechtesten seiner Karriere, da er die Wettbewerbsfähigkeit des Autos auf dem Circuit Gilles Villeneuve nicht nutzen konnte.
Beim Großen Preis von Spanien 2024 belegte Hamilton zum ersten Mal in dieser Saison einen Platz auf dem Podium, hinter Norris und Verstappen. Das Podium verlängert seine Serie auf 18 aufeinanderfolgende Saisons, in denen er auf dem Podium stand. Russell beendete das Rennen auf dem vierten Platz.

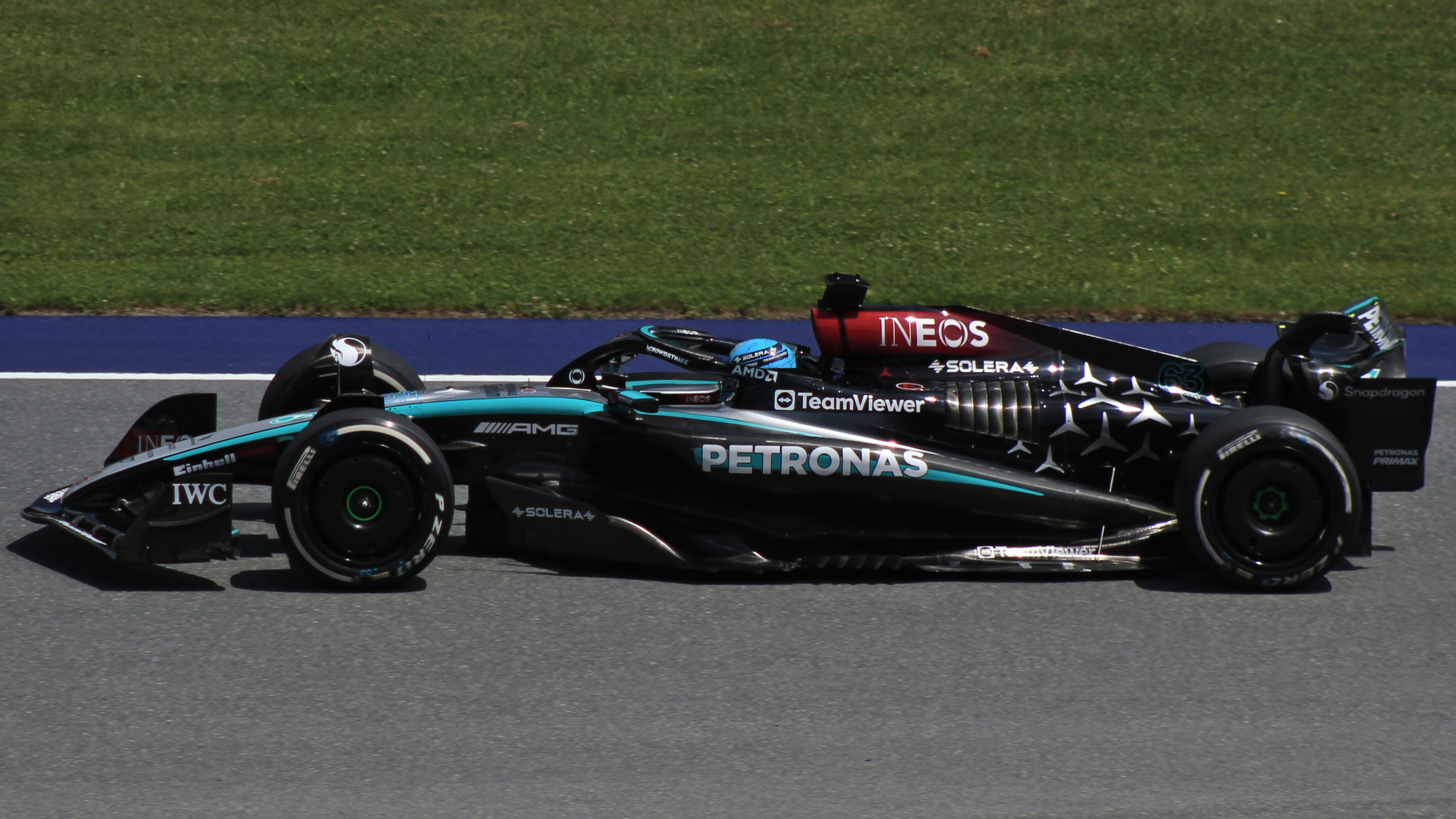
Russells Sieg in Österreich ist der erste für das Team seit zwei Jahren.

Der W15 feierte seinen ersten Sieg beim Großen Preis von Österreich 2024, wobei Russell von dem Kampf zwischen Verstappen und Norris um die Führung profitierte, der zu Beschädigungen führte. Hamilton verpasste das Podium mit einem vierten Platz. Der Sieg bescherte Russell seinen zweiten Karrieregewinn und war der erste für das Team seit dem Großen Preis von São Paulo 2022.

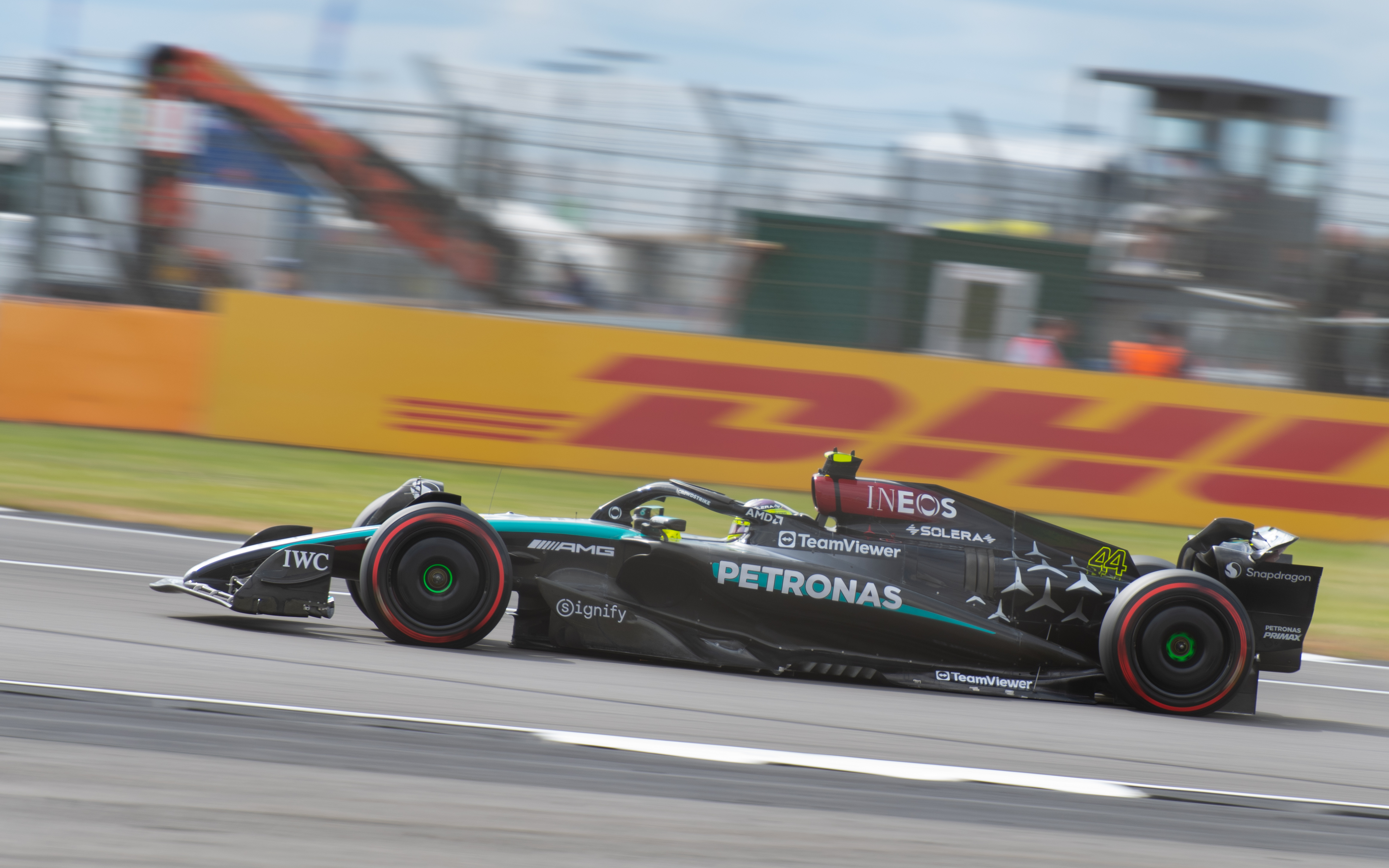
Hamilton holte sich seinen ersten Sieg nach drei Jahren vor heimischem Publikum beim Großen Preis von Großbritannien.

Mercedes sicherte sich die ersten beiden Startplätze beim Großen Preis von Großbritannien 2024, wobei Russell auf Pole-Position und Hamilton auf dem zweiten Platz qualifiziert war. Allerdings musste Russell das Rennen in Runde 35 aufgrund eines vermuteten Wasserproblems aufgeben. Hamilton hielt sich in den wechselhaften Bedingungen gegen Verstappen und Norris durch und feierte seinen ersten Sieg seit dem Großen Preis von Saudi-Arabien 2021, womit er seine sieglose Serie von 56 Rennen beendete, die über zwei Jahre dauerte. Damit wurde er der erste Fahrer, der dasselbe Rennen (den Großen Preis von Großbritannien) neunmal gewann. Dies war das erste Mal, dass Mercedes seit der Saison 2021 wieder aufeinanderfolgende Rennen gewann.
Beim Großen Preis von Ungarn 2024 sicherte sich Hamilton mit einem dritten Platz sein 200. Karriere-Podium in einem Rennen, in dem er in den späteren Phasen mit Verstappen in Kontakt kam. Russell hatte eine schwache Qualifikationsrunde, die ihn auf Platz 17 brachte, nachdem er und Mercedes einen Fehler während der Qualifikation gemacht hatten. Er kämpfte sich schließlich zurück und beendete das Rennen auf dem achten Platz.
Der Große Preis von Belgien 2024 war das letzte Rennen vor der Sommerpause. Bei regnerischen Bedingungen qualifizierte sich Hamilton auf dem dritten Platz und Russell auf dem siebten, nachdem Verstappen eine Grid-Strafe erhalten hatte. Hamilton startete gut, überholte Pérez und Leclerc und übernahm die Führung, die er in den frühen Phasen des Rennens hielt. Russell wählte während des Rennens eine Ein-Stopp-Strategie, im Gegensatz zur Zwei-Stopp-Strategie, die von den meisten Fahrern bevorzugt wurde, und führte das Rennen, allerdings mit deutlich stärker abgenutzten Reifen als Hamilton, der hinter Russell auf dem zweiten Platz lag. Gegen Ende des Rennens verkleinerte Hamilton schnell den Abstand zwischen sich und Russell, wobei Russell seine Führung in den letzten fünf Runden mit einem Abstand von weniger als einer Sekunde verteidigen musste. Hamilton konnte jedoch rechtzeitig keinen Angriff auf Russell starten, da dieser die Zielflagge erreichte. Nach dem Rennen stellten die Stewards fest, dass Russells Auto 1,5 kg unter dem Mindestgewicht von 798 kg lag, wodurch er disqualifiziert wurde, und Hamilton wurde als Rennsieger erklärt, was seinen 105. Karrieresieg einbrachte.

### Rennen nach der Sommerpause

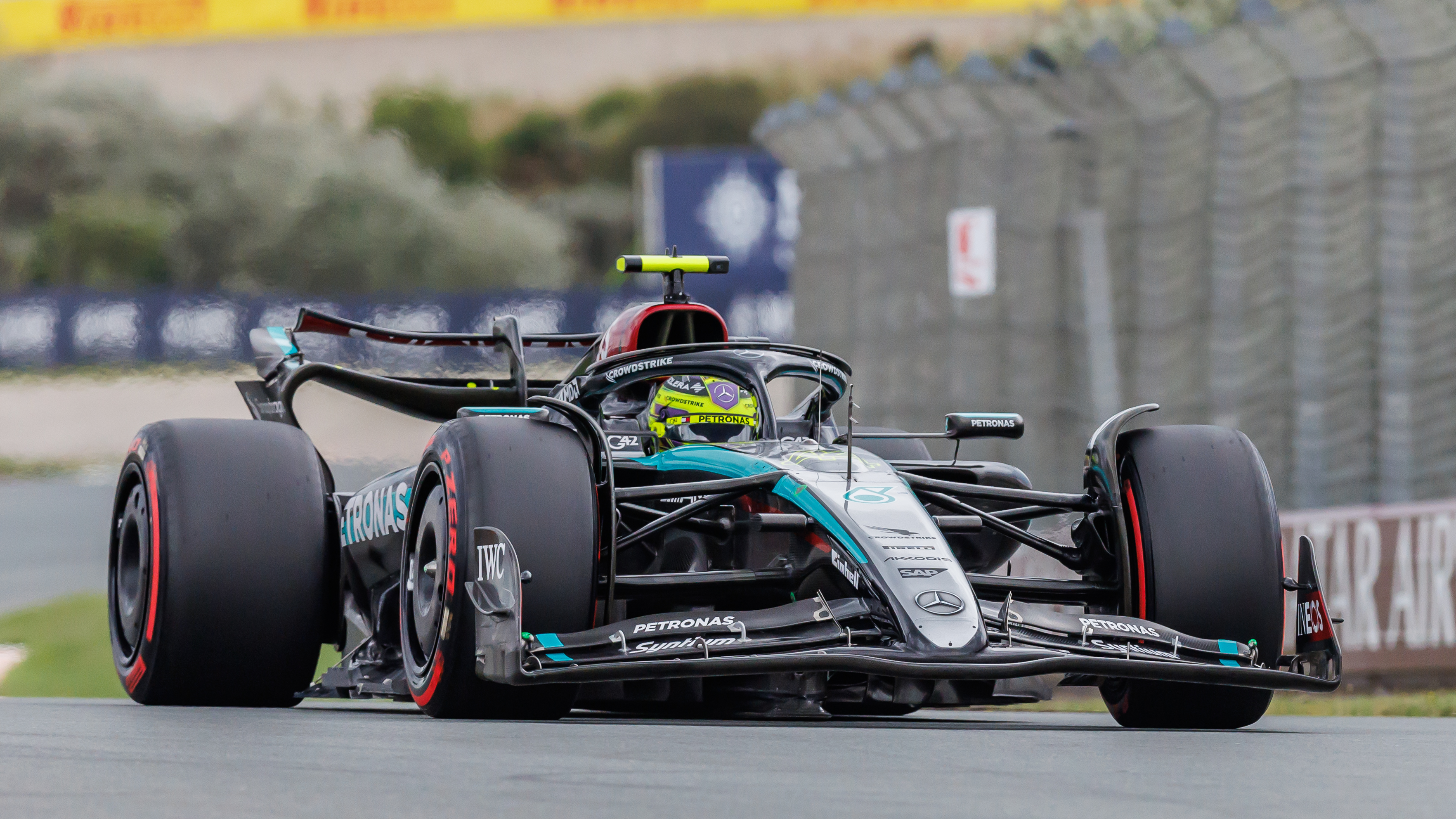
Hamilton beim Großen Preis der Niederlande.

Für den Großen Preis der Niederlande 2024 qualifizierte sich Russell auf dem vierten Platz, während Hamilton nach einem Fehler in seiner letzten Q2-Runde auf dem elften Platz landete und damit nicht in Q3 vorrückte. Nach der Sitzung erhielt Hamilton eine Drei-Plätze-Gridstrafe wegen Behinderung von Sergio Pérez während Q1. Trotz des Starts von Platz 14 zeigte Hamilton ein starkes Comeback und beendete das Rennen auf dem achten Platz. Russell, der auf dem fünften Platz lag, musste einen späten Boxenstopp einlegen, um sich gegen den angreifenden Carlos Sainz Jr. zu verteidigen. Letztendlich beendete er das Rennen als Siebter, da er die verlorenen Positionen nicht zurückgewinnen konnte.
Beim Großen Preis von Italien 2024 qualifizierte sich Russell auf dem dritten Platz, verlor jedoch durch einen Fehler und das Verlassen der Strecke in Kurve eins Positionen und beendete das Rennen nur auf dem siebten Platz. Hamilton wurde Fünfter, nachdem er von Startplatz sechs ins Rennen ging. Zuvor gab der Formel-2-Fahrer Kimi Antonelli sein Debüt in einem Formel-1-Training während der ersten freien Trainingssitzung.
Beim Großen Preis von Aserbaidschan 2024 qualifizierte sich Russell auf dem fünften Platz, während Hamilton weiterhin Schwierigkeiten hatte und sich auf dem siebten Platz qualifizierte, da es ihm nicht gelang, seine Reifen auf Temperatur zu bringen. Russell beendete das Rennen schließlich auf dem dritten Platz, nachdem er von dem späten Crash zwischen Sainz und Pérez profitierte. Hamilton erholte sich von seinem Start aus der Boxengasse und beendete das Rennen auf dem neunten Platz.
Mercedes veröffentlichte eine spezielle Lackierung für den Großen Preis von Singapur 2024, um den 50. Jahrestag des Titel-Sponsors Petronas zu feiern. Hamilton qualifizierte sich auf dem dritten Platz, mit Russell direkt dahinter. Mercedes war das einzige der führenden Teams, das eine geteilte Strategie für beide Fahrer umsetzte, mit Hamilton auf weichen Reifen und Russell auf mittelharten Reifen. Leider schlug dieser Ansatz letztendlich fehl, da Hamilton nicht in der Lage war, Verstappen und Norris, die vor ihm lagen, anzugreifen. Am Ende des Rennens fiel Hamilton auf den sechsten Platz zurück, während Russell sich erfolgreich gegen den späten Angriff von Leclerc zur Wehr setzte und als Vierter ins Ziel kam. Das „frustrierende“ Rennen forderte seinen Tribut von beiden Fahrern, da Hamilton und Russell an einem vermuteten Hitzeschlag litten, der sie dazu brachte, die Medienverpflichtungen nach dem Rennen auszulassen.

## Lackierung und Sponsoring
Der W15 E Performance ist überwiegend in Schwarz und Silber lackiert. Zusätzlich gibt es durch den Sponsor Petronas cyanfarbene sowie durch den Sponsor Ineos rote Farbakzente.
Überdies werben AMD, Crowdstrike, Einhell, IWC, Pirelli, SAP, Signify, Teamviewer und Tommy Hilfiger auf dem Fahrzeug.

## Ergebnisse
| Fahrer                          | Nr.                             | 1 | 2 | 3   | 4 | 5  | 6 | 7 | 8 | 9 | 10 | 11 | 12  | 13 | 14  | 15 | 16 | 17 | 18 | 19  | 20 | 21 | 22 | 23 | 24 | Punkte | Rang |
| ------------------------------- | ------------------------------- | - | - | --- | - | -- | - | - | - | - | -- | -- | --- | -- | --- | -- | -- | -- | -- | --- | -- | -- | -- | -- | -- | ------ | ---- |
| Formel-1-Weltmeisterschaft 2024 | Formel-1-Weltmeisterschaft 2024 |   |   |     |   |    |   |   |   |   |    |    |     |    |     |    |    |    |    |     |    |    |    |    |    | 468    | 4.   |
| Lewis Hamilton                  | 44                              | 7 | 9 | DNF | 9 | 92 | 6 | 6 | 7 | 4 | 3  | 46 | 1   | 3  | 1   | 8  | 5  | 9  | 6  | DNF | 4  | 10 | 2  | 12 | 4  | 468    | 4.   |
| George Russell                  | 63                              | 5 | 6 | 17* | 7 | 68 | 8 | 7 | 5 | 3 | 4  | 14 | DNF | 8  | DSQ | 7  | 7  | 3  | 4  | 6   | 5  | 4  | 1  | 4  | 5  | 468    | 4.   |

| Legende  | Legende            | Legende                                                          |
| Farbe    | Abkürzung          | Bedeutung                                                        |
| -------- | ------------------ | ---------------------------------------------------------------- |
| Gold     | –                  | Sieg                                                             |
| Silber   | –                  | 2. Platz                                                         |
| Bronze   | –                  | 3. Platz                                                         |
| Grün     | –                  | Platzierung in den Punkten                                       |
| Blau     | –                  | Klassifiziert außerhalb der Punkteränge                          |
| Violett  | DNF                | Rennen nicht beendet (did not finish)                            |
| Violett  | NC                 | nicht klassifiziert (not classified)                             |
| Rot      | DNQ                | nicht qualifiziert (did not qualify)                             |
| Rot      | DNPQ               | in Vorqualifikation gescheitert (did not pre-qualify)            |
| Schwarz  | DSQ                | disqualifiziert (disqualified)                                   |
| Weiß     | DNS                | nicht am Start (did not start)                                   |
| Weiß     | WD                 | zurückgezogen (withdrawn)                                        |
| Hellblau | PO                 | nur am Training teilgenommen (practiced only)                    |
| Hellblau | TD                 | Freitags-Testfahrer (test driver)                                |
| ohne     | DNP                | nicht am Training teilgenommen (did not practice)                |
| ohne     | INJ                | verletzt oder krank (injured)                                    |
| ohne     | EX                 | ausgeschlossen (excluded)                                        |
| ohne     | DNA                | nicht erschienen (did not arrive)                                |
| ohne     | C                  | Rennen abgesagt (cancelled)                                      |
| ohne     | keine WM-Teilnahme |                                                                  |
| sonstige | P/fett             | Pole-Position                                                    |
| sonstige | 1/2/3/4/5/6/7/8    | Punktplatzierung im Sprint-/Qualifikationsrennen                 |
| sonstige | SR/kursiv          | Schnellste Rennrunde                                             |
| sonstige | *                  | nicht im Ziel, aufgrund der zurückgelegten Distanz aber gewertet |
| sonstige | ()                 | Streichresultate                                                 |
| sonstige | unterstrichen      | Führender in der Gesamtwertung                                   |

### Detaillierte Darstellung inkl. Sprintrennen (SPR) und Hauptrennen (HAU)
| Pos                             | Fahrer      | Nr. | 1   | 2   | 3    | 4   | 5   | 5   | 6   | 6   | 7   | 8 | 9 | 10 | 11 | 11 | 12  | 13 | 14  | 15 | 16 | 17 | 18 | 19 | 19  | 20 | 21 | 21 | 22 | 23 | 23 | 24 | Punkte |
| ------------------------------- | ----------- | --- | --- | --- | ---- | --- | --- | --- | --- | --- | --- | - | - | -- | -- | -- | --- | -- | --- | -- | -- | -- | -- | -- | --- | -- | -- | -- | -- | -- | -- | -- | ------ |
| Formel-1 Weltmeisterschaft 2024 |             |     |     |     |      |     |     |     |     |     |     |   |   |    |    |    |     |    |     |    |    |    |    |    |     |    |    |    |    |    |    |    |        |
| SPR                             | HAU         | SPR | HAU | SPR | HAU  | SPR | HAU | SPR | HAU | SPR | HAU |   |   |    |    |    |     |    |     |    |    |    |    |    |     |    |    |    |    |    |    |    |        |
| 7.                              | L. Hamilton | 44  | 7   | 9   | DNF  | 9   | 2   | 9   | 16  | 6   | 6   | 7 | 4 | 3  | 6  | 4  | 1   | 3  | 1   | 8  | 5  | 9  | 6  | 6  | DNF | 4  | 11 | 10 | 2  | 6  | 12 | 4  | 223    |
| 6.                              | G. Russell  | 63  | 5   | 6   | *17* | 7   | 8   | 6   | 12  | 8   | 7   | 5 | 3 | 4  | 4  | 1  | DNF | 8  | DSQ | 7  | 7  | 3  | 4  | 5  | 6   | 5  | 6  | 4  | 1  | 3  | 4  | 5  | 245    |

| Legende  | Legende            | Legende                                                          |
| Farbe    | Abkürzung          | Bedeutung                                                        |
| -------- | ------------------ | ---------------------------------------------------------------- |
| Gold     | –                  | Sieg                                                             |
| Silber   | –                  | 2. Platz                                                         |
| Bronze   | –                  | 3. Platz                                                         |
| Grün     | –                  | Platzierung in den Punkten                                       |
| Blau     | –                  | Klassifiziert außerhalb der Punkteränge                          |
| Violett  | DNF                | Rennen nicht beendet (did not finish)                            |
| Violett  | NC                 | nicht klassifiziert (not classified)                             |
| Rot      | DNQ                | nicht qualifiziert (did not qualify)                             |
| Rot      | DNPQ               | in Vorqualifikation gescheitert (did not pre-qualify)            |
| Schwarz  | DSQ                | disqualifiziert (disqualified)                                   |
| Weiß     | DNS                | nicht am Start (did not start)                                   |
| Weiß     | WD                 | zurückgezogen (withdrawn)                                        |
| Hellblau | PO                 | nur am Training teilgenommen (practiced only)                    |
| Hellblau | TD                 | Freitags-Testfahrer (test driver)                                |
| ohne     | DNP                | nicht am Training teilgenommen (did not practice)                |
| ohne     | INJ                | verletzt oder krank (injured)                                    |
| ohne     | EX                 | ausgeschlossen (excluded)                                        |
| ohne     | DNA                | nicht erschienen (did not arrive)                                |
| ohne     | C                  | Rennen abgesagt (cancelled)                                      |
| ohne     | keine WM-Teilnahme |                                                                  |
| sonstige | P/fett             | Pole-Position                                                    |
| sonstige | 1/2/3/4/5/6/7/8    | Punktplatzierung im Sprint-/Qualifikationsrennen                 |
| sonstige | SR/kursiv          | Schnellste Rennrunde                                             |
| sonstige | *                  | nicht im Ziel, aufgrund der zurückgelegten Distanz aber gewertet |
| sonstige | ()                 | Streichresultate                                                 |
| sonstige | unterstrichen      | Führender in der Gesamtwertung                                   |